# Jeff Louder
Jeffry Louder, detto Jeff (Salt Lake City, 8 dicembre 1977), è un dirigente sportivo ed ex ciclista su strada statunitense, professionista dal 2000 al 2014.

## Palmarès
- 2003 (Navigators Insurance, una vittoria)

2ª tappa Ecology Center Classic
- 2004 (Navigators Insurance, due vittorie)

4ª tappa Tour of Connecticut
2ª tappa Tour of Qinghai Lake (Xining > Xihaizhen)
- 2007 (Health Net, una vittoria)

5ª tappa Cascade Classic (Bend > Bend)
- 2008 (BMC Racing Team, tre vittorie)

3ª tappa Redlands Bicycle Classic (Redlands > Redlands)
4ª tappa Tour of Utah (Deer Valley > Snowbird)
Classifica generale Tour of Utah
- 2009 (BMC Racing Team, due vittorie)

1ª tappa Redlands Bicycle Classic (Beaumont > Beaumont)
Classifica generale Redlands Bicycle Classic
- 2010 (BMC Racing Team, una vittoria)

4ª tappa Tour of Utah (Park City > Park City)

### Altri successi
- 2002 (Landbouwkrediet-Colnago)

Grote Prijs Raf Jonckheere
- 2003 (Navigators Insurance)

Criterium Salt Lake City
Lotoja Classic
Prologo Cache Gran Fondo
4ª tappa Cache Gran Fondo
Criterium Eureka
- 2004 (Navigators Insurance)

Criterium Salt Lake City
Criterium Deer Valley
Classifica scalatori Tour de Beauce
- 2006 (Health Net)

Porcupine Hill Climb
Criterium Salt Lake City
Criterium Coalville
- 2007 (Health Net)

Porcupine Hill Climb
2ª tappa - parte a High Uintas Classic (cronometro)
2ª tappa - parte b High Uintas Classic
Classifica scalatori Tour of Missouri
- 2008 (BMC Racing Team)

Porcupine Chalk Creek

## Piazzamenti

### Grandi Giri
- Giro d'Italia

2011: ritirato (11ª tappa)

### Classiche monumento
- Milano-Sanremo

2010: ritirato
- Giro delle Fiandre

2001: ritirato
2002: ritirato
- Parigi-Roubaix

2009: ritirato
- Liegi-Bastogne-Liegi

2001: ritirato
2002: ritirato
2010: ritirato
2011: ritirato
- Giro di Lombardia

2010: ritirato

### Competizioni mondiali
- Campionati del mondo

Zolder 2002 - In linea Elite: 168º
Copenaghen 2011 - In linea Elite: 173º